# Pentaschistis mannii
Pentaschistis mannii là một loài cỏ thuộc họ Poaceae.
Loài này chỉ có ở Cameroon.
Môi trường sống tự nhiên của chúng là đồng cỏ khô nhiệt đới hoặc cận nhiệt đới vùng đất thấp.